# 551 Dywizja Grenadierów Ludowych
551 Dywizja Grenadierów Ludowych (niem. 551. Volks-Grenadier-Division) – niemiecka dywizja grenadierów ludowych z okresu II wojny światowej

## Historia
Dywizja powstała zgodnie z rozkazem z dnia 9 października 1944 roku na terenie Litwy z przekształcenia 551 Dywizji Grenadierów. 
Początkowo dywizja znajdowała się w odwodzie 3 Armii Pancernej, aby w grudniu 1944 roku wejść w skład XXXX Korpusu Pancernego na terenie Prus Wschodnich.
W styczniu 1945 roku weszła w skład IX Korpusu Armijnego i wzięła udział w walkach na terenie Prus Wschodnich. W trakcie tych walk została w znacznym stopniu zniszczona, a jej resztki znalazły się na Półwyspie Sambijskim. Dywizja skapitulowała w dniu 8 maja 1945 roku przed wojskami radzieckimi. 

## Skład dywizji
- 1113 pułk grenadierów (Grenadier-Regiment 1113)
- 1114 pułk grenadierów (Grenadier-Regiment 1114)
- 1115 pułk grenadierów (Grenadier-Regiment 1115)
- 1551 pułk artylerii (Artillerie-Regiment 1551)
- 551 kompania fizylierów (Füsilier-Kompanie 551)

## Dowódca dywizji
- gen.-por. Siegfried Verhein (1944 – 1945)